# Museo de la Memoria de San Martín del Rey Aurelio
El Museo de la Memoria de San Martín del Rey Aurelio, también conocido como Museo de la Minería y de la Industria de Asturias está situado en la Casa de los Fernández Miranda popularmente conocida como Casona del Bravial, en la población de Blimea.
El edificio proviene de los siglos XIII o XIV, constituido por una planta rectangular en dos alturas.
El museo de la memoria busca albergar los recuerdos populares y evitar su pérdida. Para ello se vale de fotografías, periódicos, textos y demás donaciones además de entrevistas a los vecinos en diferentes soportes como audio o video.
En el mismo edificio se ubica la Oficina de la Llingua que busca ayudar a la propagación del Bable o asturiano.

## Exposiciones
- El Castillo de Blimea. Historias, leyendas, abandono. Inicio: 06/02/2014. Fin: 07/03/2014. Exposición sobre el castillo de Blimea.[3][4][5]

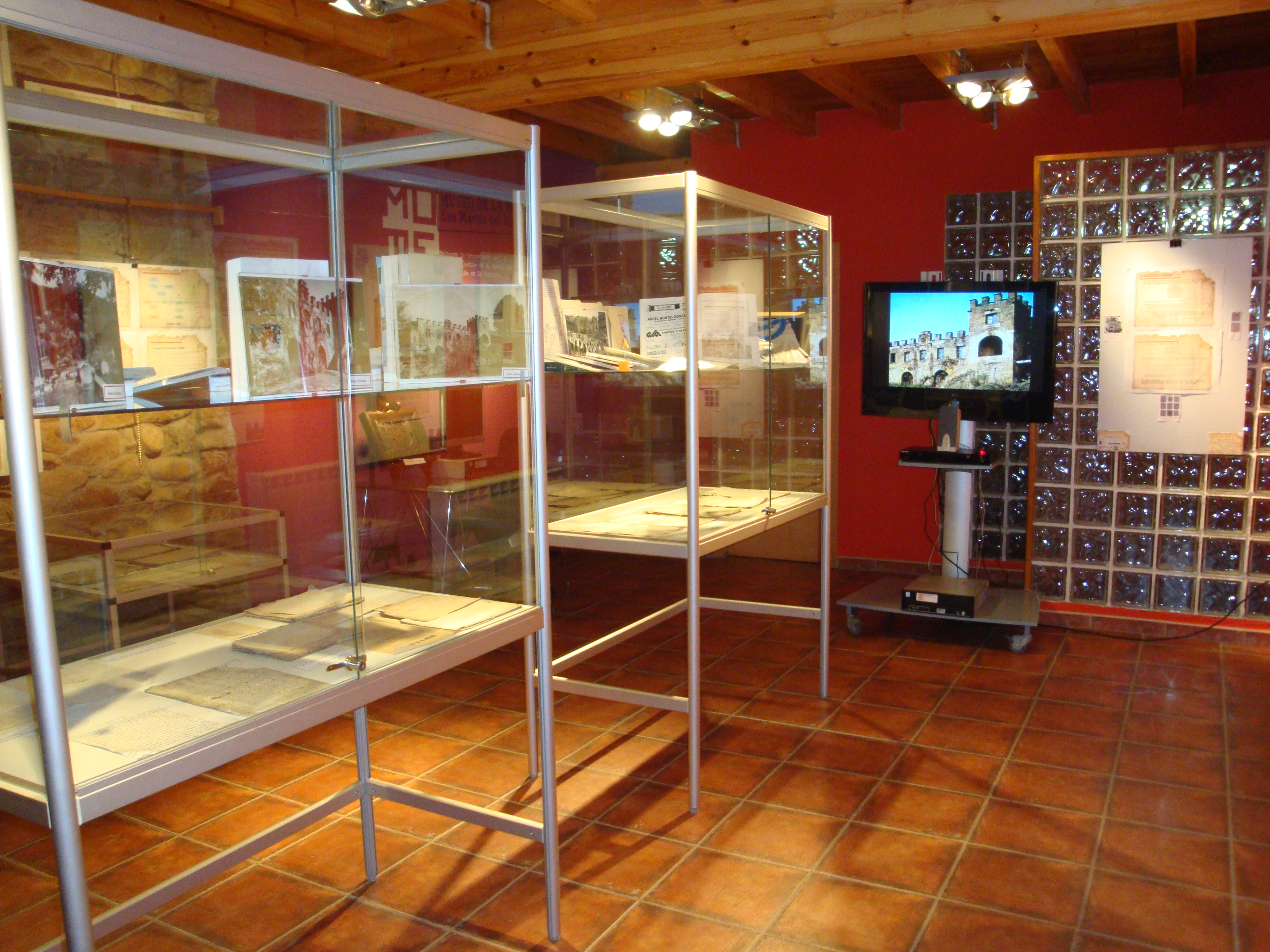
Exposición sobre el Castillo de Blimea en la Casona del Bravial

- La puerta del Ángel. Inicio: 13/07/2015. Fin: 31/07/2015. Exposición de textos, dibujos y material audiovisual de la artista blimeína Marián González.[6]